# The Road to Sunrise
The Road to Sunrise és una pel·lícula dramàtica de Malawi de l'any 2017 dirigida per Shemu Joyah sobre el seu propi guió, que es va estrenar el 3 de novembre de 2017 i que va tenir com a actors principals a Mirriam Phiri, Chantelle B. Phiri, Madock Masina i Tambudzo Mpinganjira. A través de la narració realitzada des del punt de vista de dues prostitutes, la pel·lícula retrata l'ambient en què han de viure i l'explotació a què es veuen sotmeses.
Va ser seleccionada com a proposta de Malawi a la millor pel·lícula en llengua estrangera als 91è Premis de l'Acadèmia, però no va ser nominada. Va ser la primera pel·lícula presentada per Malawi a la categoria de l'Oscar en llengua estrangera.
És una pel·lícula en anglès i nyanja (o Chewa).

## Comercialització
El director va declarar el setembre de 2018 que de moment no permetria editar la pel·lícula en DVD per evitar les reproduccions il·legals.

## Sinopsi
Dues prostitutes, Rubia (Mirriam Phiri) i Watipa (Chantelle B. Phiri), tracten de sobreviure en els ambients sòrdids i aspres de Blantyre, la segona ciutat més gran de Malawi, quan un episodi dona un gir dramàtic a les seves vides. Rubia es nega a tenir sexe amb un client habitual, un ric home de negocis, i quan es defensa d'un intent de violació apunyalant-lo, acaba enfrontant un judici per homicidi en què a més de defensar-se contra l'acusació penal començarà un camí d'alliberament interior.

## Repartiment
Aquests són els actors que van formar part del repartiment
- Mirriam Phiri	...	Rubia
- Chantelle B. Phiri	...	Watipa
- Madock Masina	...	Shoti
- Tambudzo Mpinganjira	...	Zondwa
- Yanko Seunda	...	Bantu
- Mphatso Mwale	...	Chisomo
- Blessings Suya	...	Seyani
- Felicity Thunyani	...	Dorika
- Hope Chisanu	...	Sr. Muridzi
- Tapiwa Gwaza	...	Nanawake
- Bright Kabota	...	Lamba
- Ashukile Mwakisulu	...	Jasi
- Bennie Msuku	...	Fiscal
- Joseph-Claude Simwaka	...	Jutge
- Shemu Joyah	...	Patòleg
- Talinda Mwalola	...	Dona recepcionista
- Reuben Chonde 	...	Home recepcionista 1
- James Chipoka 	...	Home recepcionista 2
- Nancy Phiri 	...	Propietària
- Cynthia Zonde 	...	Tshopa
- Christina Tsaka 	...	Bena
- Zikani Joyah 	...	Dani
- Ethan Kaiya 	...	Misozi
- Elizabeth Lilli Kaitano 	...	Lalai
- Janet Jere	...	 Rubia (jove)
- Annie Thipa 	...	Namoyo
- Merrium Pondani	...	Justina
- Shiellah Chizenga	...	Tana
- Pilirani Saini	...	Eliza
- Edna Malunguza	...	Secretaria
- Raymond Sekeni	...	Makokolidyo